# Aqueduc de Louveciennes
L'aqueduc de Louveciennes, quelquefois appelé aqueduc de Marly, est un pont-aqueduc construit au XVIIe siècle sous le règne de Louis XIV. Situé sur la commune de Louveciennes dans les Yvelines, il est aujourd'hui hors service et classé au titre des monuments historiques par arrêté du 30 mars 1953. Il faisait partie du système hydraulique destiné à alimenter en eau les jardins du château de Marly et le parc du château de Versailles depuis la Seine. 

## Structure
L'aqueduc est composé de 36 arches. Sa longueur est de 643 m pour une largeur variant de 2 à 4,4 m et une hauteur de 10 à 20 mètres.
Une machine monumentale, la machine de Marly, située sur la Seine en contrebas, à hauteur de Bougival, pompait l'eau du fleuve à l'aide de quatorze roues à aubes. Par des canalisations posées sur deux rampes dallées, elle lui faisait gravir les près de 150 mètres de dénivelé de la colline de Louveciennes. 
L'eau était déversée dans le réservoir du sommet de la tour du Levant à l'extrémité septentrionale de l'aqueduc. Un canal d'un mètre de large pour deux mètres de profondeur à l'intérieur tapissé de plomb, l'acheminait ensuite par gravité à l'autre extrémité de l'aqueduc, à la tour du Jongleur. De là, un siphon souterrain réglait l'alimentation d'un regard, le regard du Jongleur, qui alimentait le réservoir des Deux-Portes qui desservait les bassins de Marly et de Louveciennes situés à proximité. Initialement, l'aqueduc devait être bâti jusqu'au regard du Jongleur mais en cours de construction, il fut décidé de l'arrêter et d'installer un siphon sur la partie finale. 

## Historique
Sa construction fut dirigée par Jules Hardouin-Mansard, qui conçut la tour d'arrivée d'eau, puis Robert de Cotte  entre 1681 et 1685. Les entrepreneurs Jean Bailly et Louis Rocher, qui venaient d'achever le château de Marly, furent chargés de réaliser les arches.
La tour et le regard du Jongleur sont réalisés en 1683 par Nicolas Le Jongleur, fontainier du roi.
L'aqueduc fut mis hors service en 1866 et remplacé par des canalisations souterraines. Huit arches de sa partie septentrionale traversent le cimetière des Arches.
Durant le siège de Paris en 1870, la tour du Levant servit de poste d'observation au futur empereur Guillaume Ier et au chancelier Bismarck. Cette tour fut rénovée entre 1998 et 2000.

## Galerie de photos

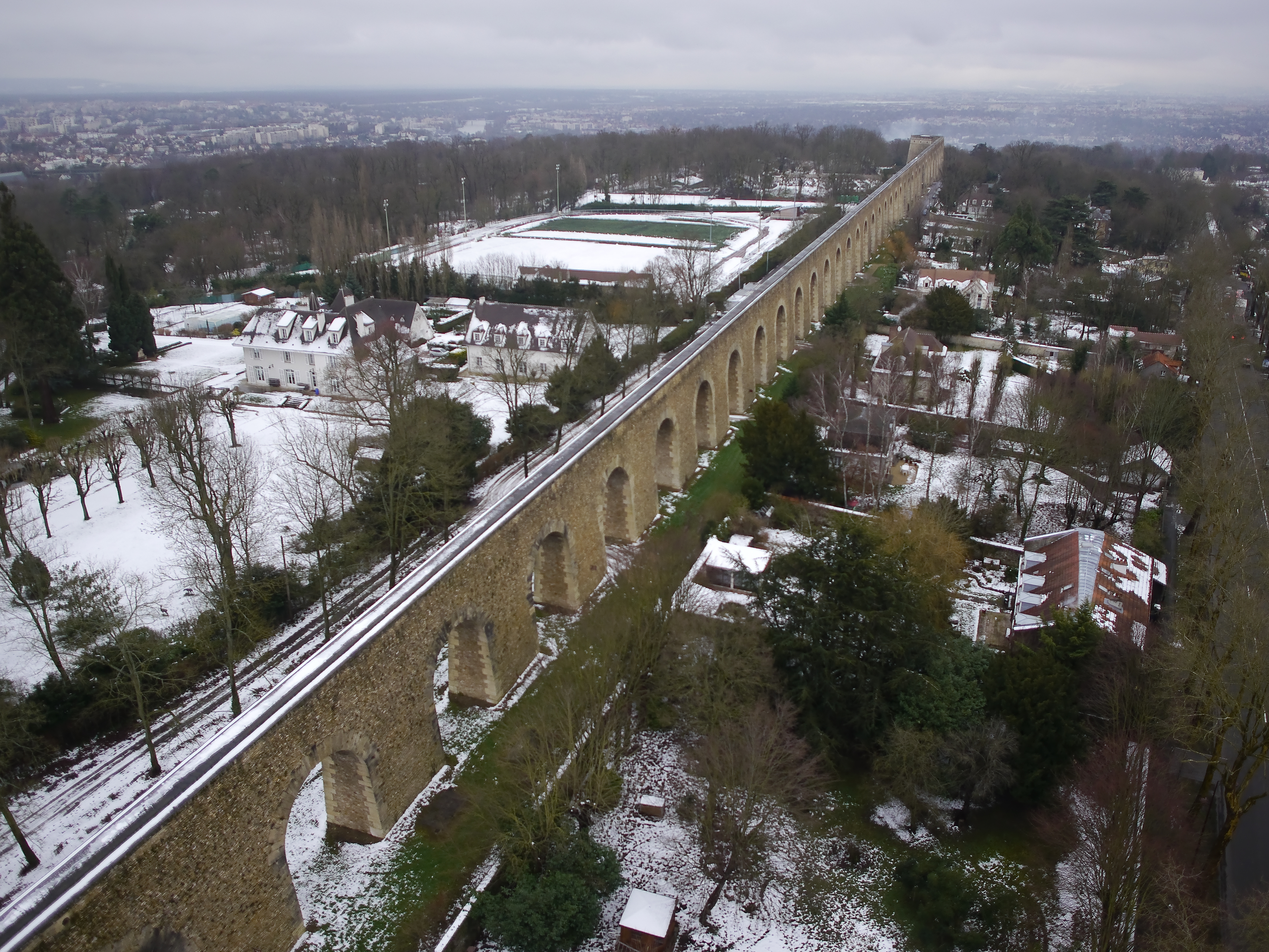
Vue aérienne de l'aqueduc, sous la neige, en direction de la tour du Levant
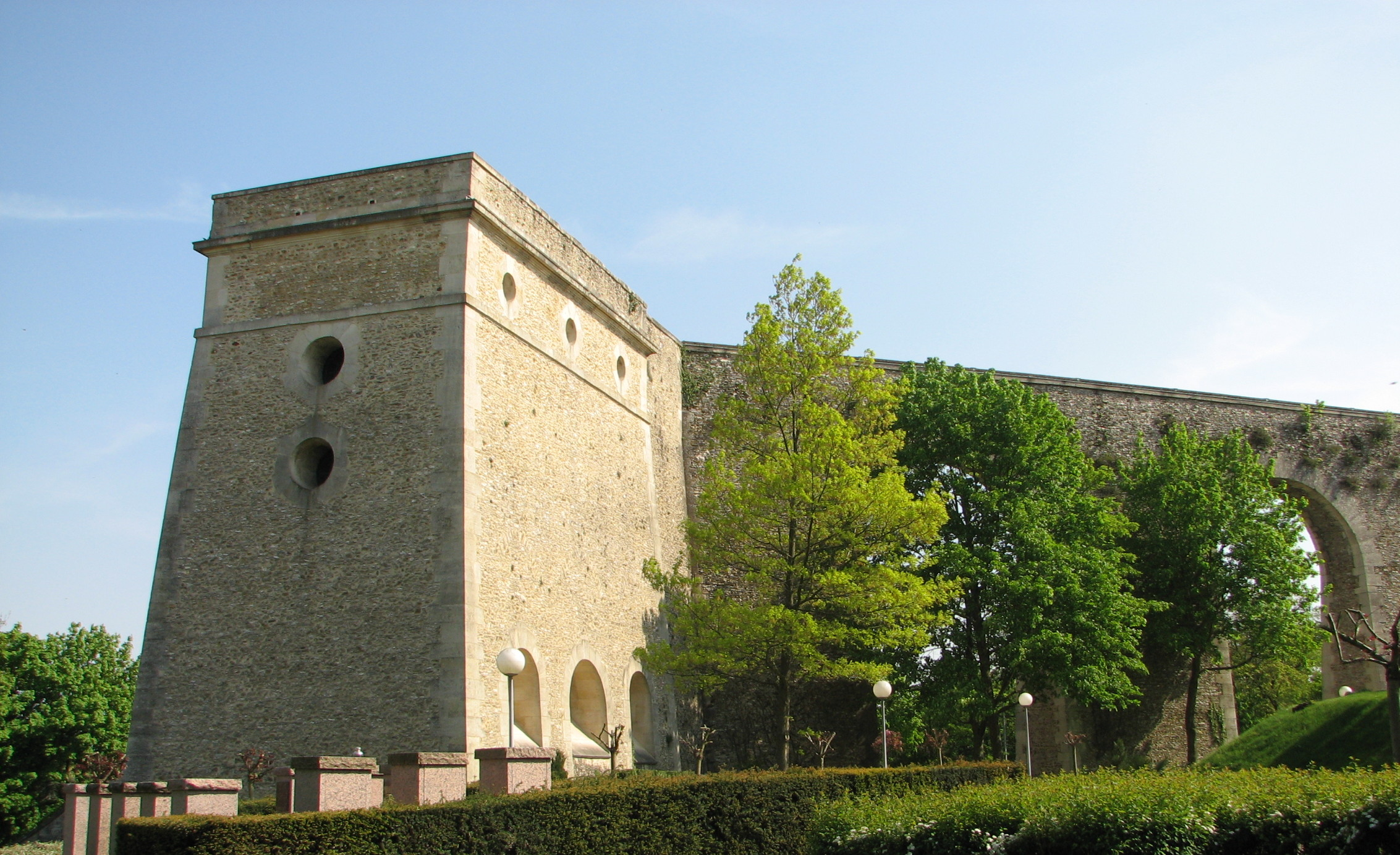
La tour du Levant, à l'extrémité septentrionale où arrivait l'eau de la machine de Marly.
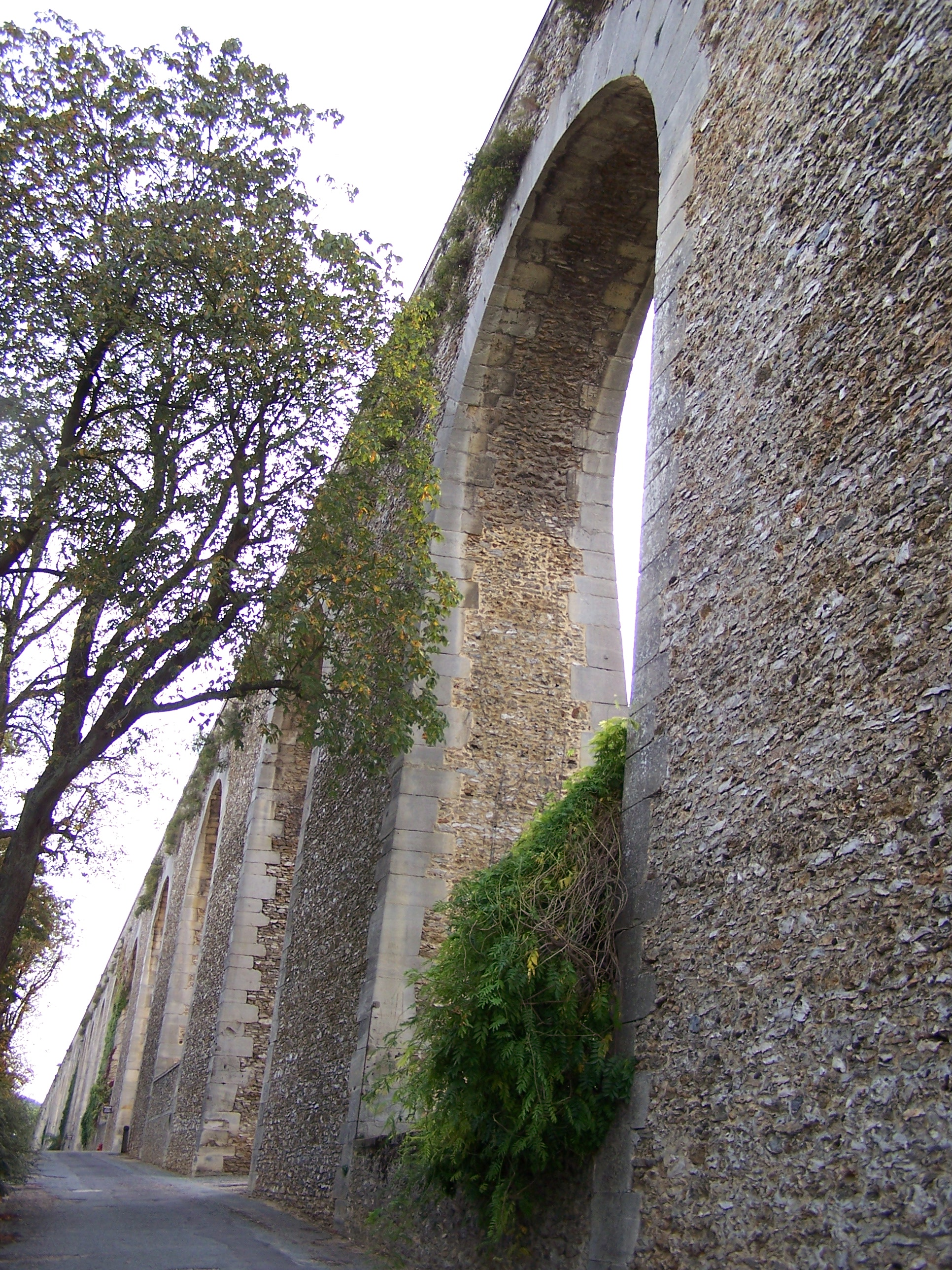
Arches de l'aqueduc côté nord-est, non loin de la tour du Levant
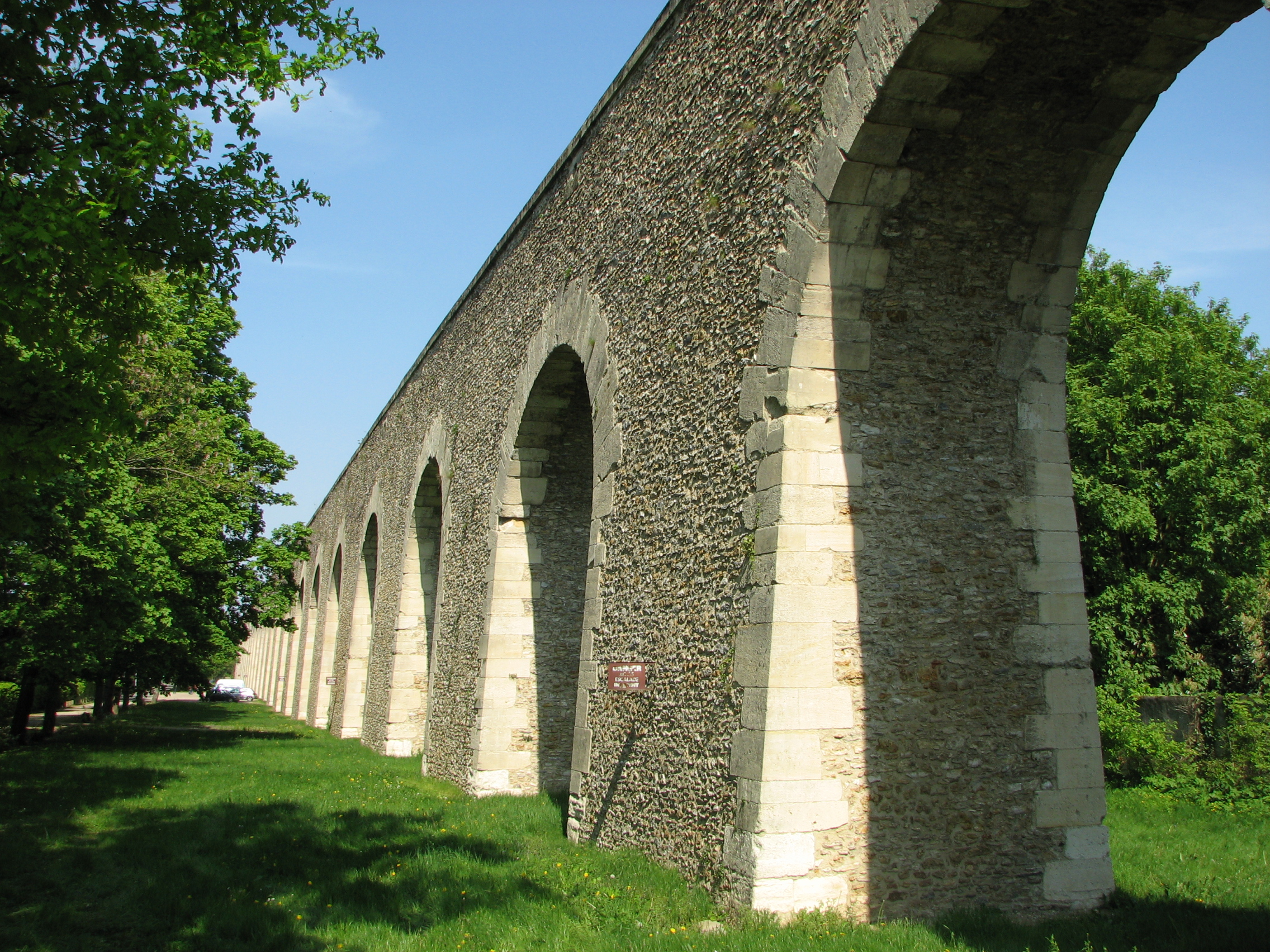
arches côté sud-est, non loin de la tour du Jongleur
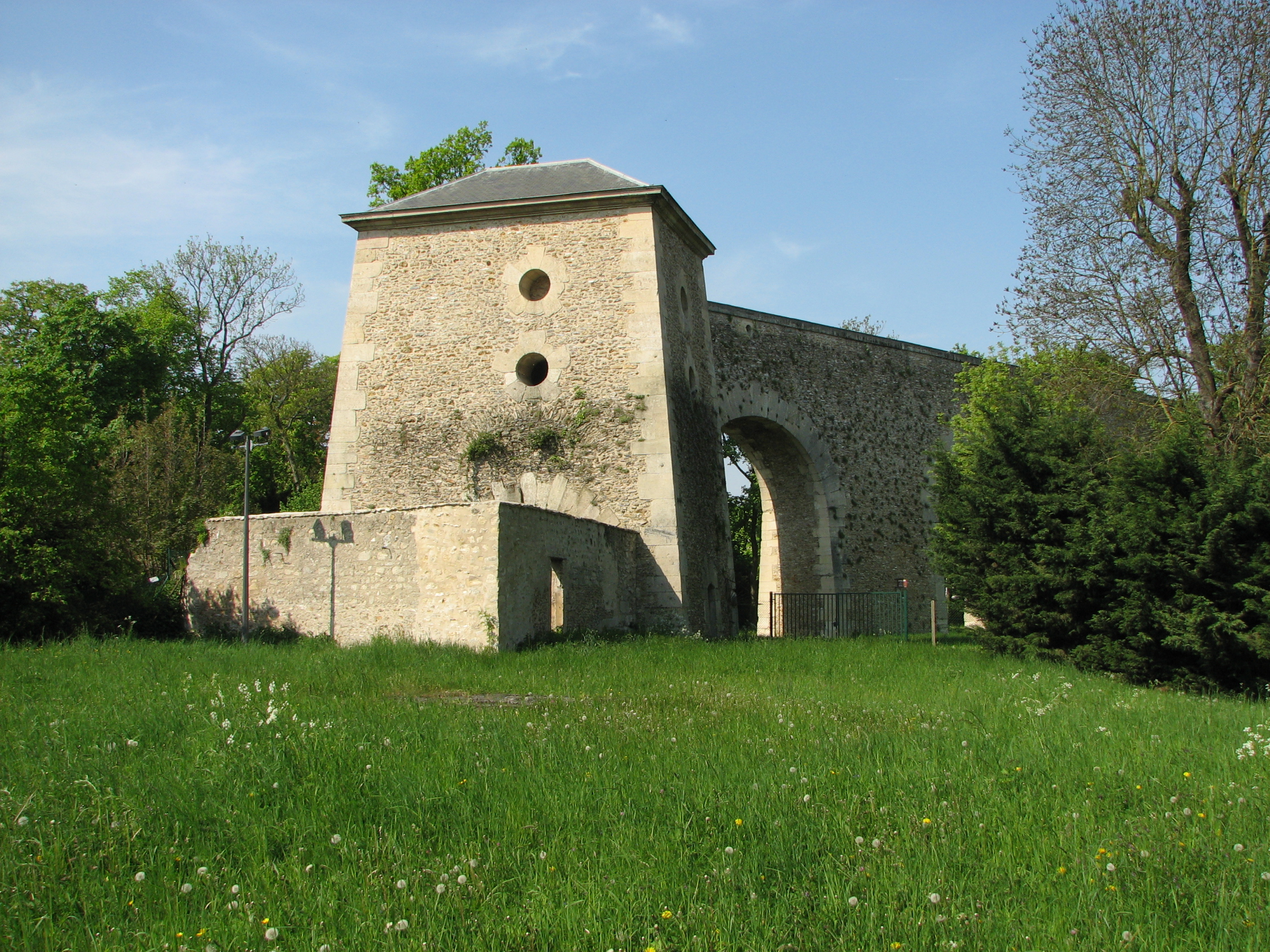
La tour du Jongleur, à l'extrémité méridionale Est d'où partait un siphon vers les bassins de Marly et de Louveciennes.
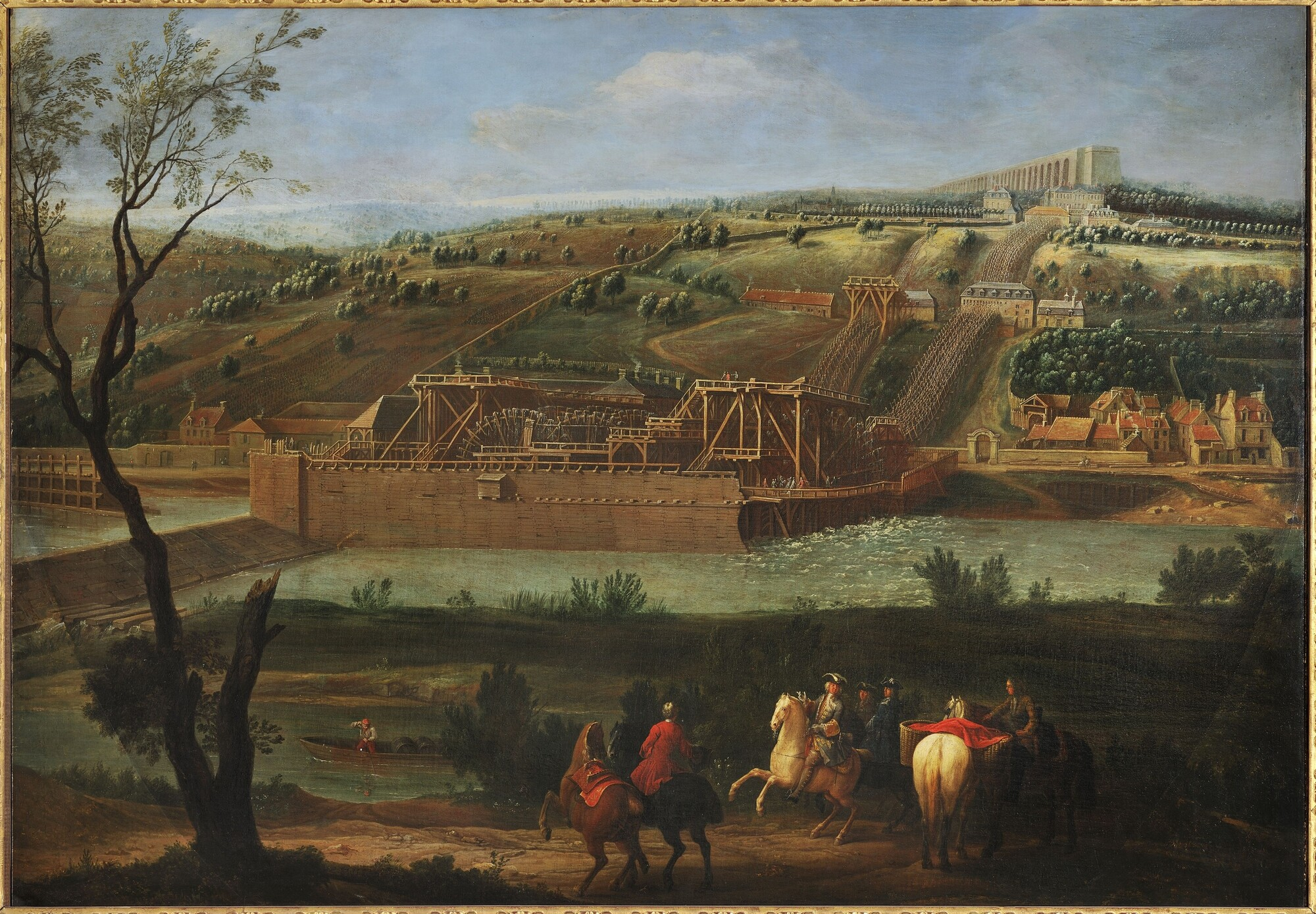
La Machine de Marly peint par Pierre-Denis Martin en 1723. On aperçoit à droite en arrière-plan, l'aqueduc de Louveciennes et sa tour du Levant.